# 九一式繋留気球
九一式繋留気球（きゅういちしきけいりゅうききゅう）は、大日本帝国陸軍の偵察用繋留気球。九一式偵察気球（きゅういちしきていさつききゅう）とも呼ばれる。

## 経緯
1927年（昭和2年）、陸軍がフランスから招聘されたコルモン技師とともに日本製の材料を用いて試作し、同年10月に第1号および第2号が完成した。基本試験、および気球隊が1928年（昭和3年）7月から1930年（昭和5年）3月に行った実用試験の結果に基づく改造が加えられた後、1931年（昭和6年）に「九一式繋留気球」の名で仮制式制定がなされた。また、その後は「九一式偵察気球」という呼称も用いられている。
日中戦争（支那事変）時には独立気球第1中隊に配備されて戦闘に参加しており、1937年（昭和12年）8月24日に臨時動員が下令された後、第1軍の戦闘序列の下で、1937年の石家荘会戦から1938年（昭和13年）の広東攻略戦までの戦闘に参加。その後、1939年（昭和14年）2月11日には復員を完了している。ノモンハン事件においても、1939年7月より気球連隊が編成した臨時独立気球隊によって使用されている。

## 設計

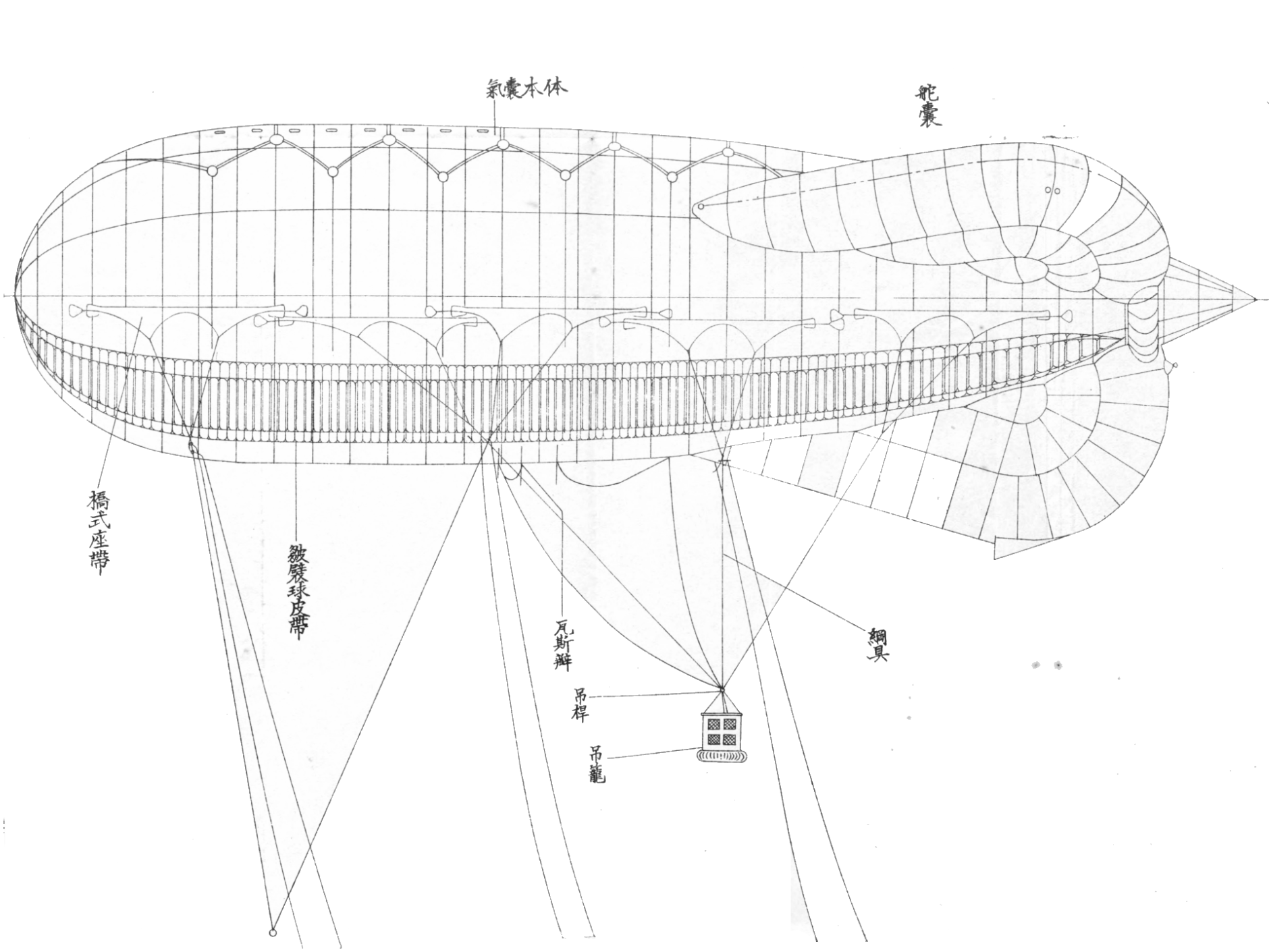
日本陸軍のBD型繋留気球の側面図

1925年（大正14年）4月に陸軍がフランスから輸入したBD型繋留気球に範を取っており、開発当初はそのまま「BD型繋留気球」と呼ばれていた。
外観は安定舵嚢などの舵嚢を有する魚形の気嚢を持つもので、陸軍が以前から使用していた一型繋留気球に類似するが、気嚢の引裂弁が背部経線上に、ガス弁が中央下面に位置しており、後端が尖っていることが相違点となる。気嚢は水素を充填する可変容積式で、両側面斜部下に縦縞状の皺壁球皮帯が設けられている。乗員は2名で、吊籠には航空写真機などを備える。
運用には九一式偵察気球繋留車（重量5,300 kg）をはじめ二十数両におよぶ車両などの周辺器材を要し、行軍時の障害通過の難しさといった問題点があった。
なお、九一式はBD型を原型とするものではなく、一型繋留気球が1931年に改称されたものだとしている資料も存在する。

## 諸元
出典：『日本の軍用気球』 214,215頁。
- 全長：31.20 m
- 気嚢最大中径：8.54 m
- 全高：19.67 m
- 気嚢容積：1,200 m3
- 自重：624 kg
- 昇騰高度：1,500 m（乗員1名時）、1,200 m（乗員2名時）
- 搭載量：187 kg（乗員1名時）、257 kg（乗員2名時）
- 乗員：2名